# 삼거리 천곡 고인돌
삼거리 천곡 고인돌은 인천광역시 강화군 하점면 삼거리 524-1에 있는 고인돌이다. 1986년 4월 1일 강화군의 향토유적 제26호 신삼리 지석묘로 지정되었다가, 2017년 12월 20일 현재의 명칭으로 변경되었다.